# Cima da Cävi
Cima da Cävi är en bergstopp i Schweiz.   Den ligger i regionen Maloja och kantonen Graubünden, i den sydöstra delen av landet, 170 km öster om huvudstaden Bern. Toppen på Cima da Cävi är 2 846 meter över havet.
Terrängen runt Cima da Cävi är bergig söderut, men norrut är den kuperad. Runt Cima da Cävi är det mycket glesbefolkat, med 3 invånare per kvadratkilometer.. Närmaste större samhälle är Sils-Segl Maria, 19,8 km öster om Cima da Cävi. 
Trakten runt Cima da Cävi består i huvudsak av gräsmarker.